# 龍抬頭
龙头节，又称“龙抬头节”、“青龙节”、“春龙节”，節日日期為農曆二月初二，是中國的传统节日之一。根據民間傳說，此為主管雲雨的龍王抬頭之日，也意謂著在此之後雨水會漸多。也有人認為「龍抬頭」指的是百蟲開始於初春甦醒：如俗話說「二月二，龍抬頭，蠍子、蜈蚣都露頭。」中国传统中历代祭祀伏羲和女娲的太昊陵庙会（又称人祖庙会）也均于农历二月二开始。

## 相關传说
「二月二，龍抬頭」，传说夏历二月初二，降雨之神龙王抬起头來。意味今后雨水就会多了起来，有利于耕种。一种说法是龙王因思念失去的女儿，因此总是在农历二月初二这天从海底抬头出来，望着失去女儿的方向，以寄思念。

## 節日的形成
作為「龍抬頭」的二月初二則正式開始于元朝，《析津志》記載：“二月二，謂之龍抬頭”。在明代、清代該節日則開始盛行，清人潘榮陛《帝京岁时纪胜》記載：
|  | 二日為龍抬頭日。鄉民用灰自門外蜿蜒布入宅廚，旋繞水缸，呼為引龍回。都人用黍面、棗糕、麥米等物油煎為食，曰薰虫。 |

因古代中国是农耕为主的国家，所以人们对农业非常重视，二月初正处在“雨水”、“惊蛰”、“春分”三个节气之间，这时农作物需要雨水的时期，故農民多透過龍崇拜來祈雨。另外、亦有將二月初一稱為「春龍節」的說法，《中华全国风俗志》記載：
|  | 二月朔日為青龍節，取灶圍物，如龍蛇狀，名曰引錢龍。 |

二月二也是中国历代为祭祀伏羲和女娲而举行长达一个月的太昊陵庙会开始的第一天。

## 过节风俗
到了元朝，“二月二” 就和“龙抬头”联系到一起了。描述元燕京风俗的《析津志》提到，“二月二，谓之龙抬头”。这一天人们盛行吃面条，称为“龙须麫”；还烙饼，叫作“龙鳞”；若包饺子，则称为“龙的屁股”。明朝以后，在二月二还增添了“熏虫”、“炒豆”的活动。明《帝京景物略》中说：“二月二日曰龙抬头……熏床炕，曰熏虫，为引龙虫不出也。”
清康熙时的《大兴县志》记载，“二月二，家各为荤素饼，以油烹而食之，曰熏虫。”清末《燕京岁时记》记载：“二月二日……今人呼为龙抬头。是日食饼者谓之龙鳞饼，食面者谓之龙须面。闺中停止针线，恐伤龙目也。”这时不仅吃饼吃面条，妇女还不能操做针线活，怕伤害了龙的眼睛。除了吃面食外，还将这个节日引申为导引风水的好日子，清《宛署杂民》记载：“都人呼二月二为『龙抬头』，乡民用灰自门外蜿蜓布入宅厨，施绕水缸，呼为引龙回。”祈求风调雨顺。
民国时期，二月二的民俗有：“二月二日，俗称龙抬头。晨起以竿敲梁，谓之敲龙头，意谓龙蛰起陆，盖时近惊蛰之期。农家咸以粗米面作饼及馒首而为早餐。妇女于是日为童孩剃头，盖取龙抬头之意云。”不過現在，不止小孩，大人也會在這一天剃头。
浙江溫州地區在二月二龍抬頭當天有吃芥菜飯的習俗。客家人在這天則會參加作社等活動。